# You Got It All
"You Got It All" là đĩa đơn thứ tư do ban nhạc dance-pop thập niên 1980 The Jets phát hành, từ album đầu tay khá thành công về mặt thương mại năm 1985, The Jets. Ca khúc do Rupert Holmes sáng tác, người nổi tiếng với ca khúc "Escape (The Piña Colada Song)."
"You Got It All" đạt vị thứ ba trên Billboard Hot 100 ở Mỹ đầu năm 1987. Ca khúc cũng đứng đầu Hot Adult Contemporary Tracks hai tuần và đứng vị thứ hai trên bảng xếp hạng R&B. Nó cũng được góp mặt trong phim Jaws: The Revenge.

## Bảng xếp hạng
| Bảng xếp hạng (1986/1987)                    | Vị trí cao nhất |
| -------------------------------------------- | --------------- |
| U.S. Billboard Hot 100                       | 3               |
| U.S. Billboard Hot Black Singles             | 2               |
| U.S. Billboard Hot Adult Contemporary Tracks | 1               |

## Phiên bản của Britney Spears

### Danh sách track
- FRA Promo Single[1]

1. "You Got It All" - 4:09
2. "Oops!... I Did It Again" (music video) - 3:30
3. "Lucky" (music video) - 3:25
4. "From the Bottom of My Broken Heart" (music video) - 4:29